# Nycterosea peracutata
Nycterosea peracutata là một loài bướm đêm trong họ Geometridae.